# هضبة بركانية

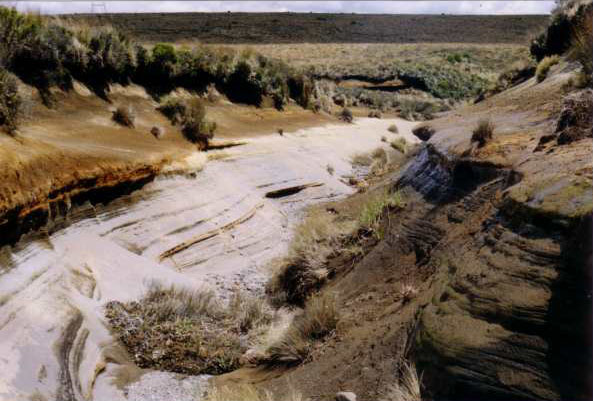
هضبة بركانية.

الهضبة البركانية هي هضبة ناتجة عن النشاط البركاني. هناك نوعان رئيسيان: هضاب الحمم البركانية وهضاب الحمم البركانية.